# ماثيو لايتيش
ماثيو لايتيش (بالإنجليزية: Matthew Leitch)‏ هو ممثل بريطاني، ولد في 19 مارس 1975 بإنجلترا في المملكة المتحدة.

## وصلات خارجية
- ماثيو لايتيش على موقع IMDb (الإنجليزية)
- ماثيو لايتيش على موقع قاعدة بيانات الفيلم (الإنجليزية)